# Parafia Najświętszej Maryi Panny Królowej Anielskiej w Kalei
Parafia Najświętszej Maryi Panny Królowej Anielskiej w Kalei – parafia rzymskokatolicka, znajdująca się w archidiecezji częstochowskiej, w dekanacie Truskolasy, erygowana w 1923 roku.

## Historia powstania parafii
W 1918 roku powstała idea utworzenia parafii w miejscowości Kalej. Za przyczyną Jana Brodziaka z Kalei (rolnik, poseł do sejmu, kandydat na senatora), Jana Karwali i Władysława Przybylskiego z Szarlejki, powstał Komitet Kościelny na rzecz powołania nowej parafii. Na powyższy cel władze polskie wydzieliły z państwowego majątku Kaleje 20 morgów ziemi.
4 października 1923 roku ksiądz biskup Stanisław Zdzitowiecki podpisał dekret erekcyjny parafii Kalej.
14 października 1923 roku ksiądz prałat Wróbelwski zaprzysięgł pierwszego proboszcza nowo powstałej parafii w osobie księdza Stanisława Bilskiego.
11 listopada 1923 roku w Gazecie Świątecznej zostaje zamieszczony list od mieszkańców Kalei opisujących powstanie nowej parafii.
Budowa kościoła w Kalei zaprojektowanego przez architekta Konstantego Sylwina Jakimowicza rozpoczęła się w czerwcu 1924 roku i trwała do 1927 roku.
Pierwotnie do parafii Najświętszej Maryi Panny Królowej Anielskiej w Kalei należały następujące miejscowości; Kalej, Szarlejka, Wydra, Przysieka, Gorzelnia, osada leśna Wilczy Dół oraz leśnictwo Lasów Państwowych Pierzchno.
W 1938 roku do parafii dołączono miejscowość Lgota.

## Wspólnoty parafialne

### Historyczne
- Pierwszą wspólnotą była założoną przez Księdza Stanisława Bilskiego Liga Katolicka licząca w 1927 roku 220 członków (na 1800 parafian).

W skład Ligi Katolickiej wchodziły cztery organizacje:
- Stowarzyszenie Mężów Katolickich
- Stowarzyszenie Kobiet Katolickich
- Stowarzyszenie Polskiej Młodzieży Męskiej
- Stowarzyszenie Polskiej Młodzieży Żeńskiej

### Współczesne
- Akcja Katolicka
- Róże Różańcowe

## Duszpasterze

### Proboszczowie
- ks. Stanisław Bilski 1923–1930[5]
- ks. Edward Dyja 1930[6]–1936
- ks. Władysław Sikorski 1936–1937[7]
- ks. Stanisław Kuraś 1937–

## Parafia w liczbach
- w 1927 roku było ok. 1800 parafian
- w latach od 1928 do 1930 – 1963 parafian[8][9][10]  w tym okresie tygodnik Niedziela prenumerowało ok. 40 rodzin[11]
- w latach od 1931 do 1937 – 2120 parafian[12][13][14].[15][16][17][18]
- w 1939 roku 3111 parafian[19]
- w 1947 roku 2120 parafian[20]